# Природне катастрофе
Природне катастрофе настају деловањем природних сила, а манифестују се као настајање земљотреса, пожара (укључујући и шумске пожаре), поплаве, суше, лавине, олујног невремена, одрона и клизања тла, орканских ветрова, вулканских ерупција и др. Природна катастрофа може да узрокује губитак живота и оштећења имовине, и типично оставља за собом знатну економску штету, величина које зависи од отпорности угрожене популације, или способности да се оправи, као и од доступне инфраструктуре. Једна од заједничких карактеристика природних угрожавања која се односи на већину њих, је изненадност настанка (нпр. земљотреси, одрони и клизање тла, пожари отвореног простора и др.) иако се кроз научна достигнућа и модерну технологију, данас већ може предвидети настанак неке од природних угрожавања по месту и времену (нпр. поплаве, урагани, ниске температуре, суша и сл.).
Нежељени догађај неће произвести катастрофу ако се то деси на подручју без подложне популације. У рањивој области, међутим, као што је на пример Непал током земљотреса из 2015, земљотрес може да има катастрофалне последице и да остави трајну штету, која поправку које могу да буду неопходне многе године.

## Геолошке катастрофе

### Лавине и клизишта
Клизишта се описују као кретање ка спољашњости и низ падину знатне количине површинског материјала укључујући стене, земљиште, вештачке конструкције, или њихове комбинације.
Током Првог светског рата, по неким проценама 40.000 до 80.000 војника је погинуло услед лавина током планинске кампање у Алпима на аустријско-италијанском фронту. Многе лавине су биле узроковане артиљеријском паљбом.

### Земљотреси
Земљотрес је резултат наглог ослобађања енергије у Земљиној кори чиме настају сеизмички таласи. На земљиној површини, земљотреси се манифестују у виду вибрација, потреса, и понекад премештања тла. Земљотреси су узроковани проклизавањем унутар геолошких раседа. Подземна тачка порекла земљотреса названа је сеизмички фокус. Тачка директно изнад места фокуса на површини назива се епицентар. Сами земљотреси ретко убијају људе или дивље животиње. Смртни случајеви су обично последица секундарних догађаја које они покрећу, попут колапсирања зграда, пожара, цунамија (сеизмичких морских таласа) и вулкана. Многе од ових последица је могуће избећи бољом изградњом, сигурносним системима, раним упозорењем и планирањем.

### Вртаче
Кад природна ерозија или људске рударске активности ослабе површинске слојеве земљине коре до те мере да више не могу да подржавају површинске структуре, земљиште може да колапсира и тиме се формирају вртаче. На пример, вртача формирана у граду Гватемала 2010. године је однела петнаест људских живота, а била је узрокована тешком кишом из тропске олује Агата. Вода је била преусмерена оштећеним цевоводом у пловућасто стеновито тло, што је довело до наглог колапса земљишта испод фабрике.

### Вулканске ерупције
Вулкани могу да узрокују широку деструкцију и консеквентне катастрофе на више начина. Њихови ефекти обухватају саме вулканске ерупције које могу да узрокују штету након експлозије вулкана или падања стена. Друго, може дођи до избијања лаве током ерупције вулкана, која при изливу из вулкана уништава на свом путу мноштво грађевина, биљака и животиња, услед њене екстремне топлоте. Треће, вулкански пепео може да формира облаке, који се слежу у дебелим наслагама на оближњим локацијама. Кад се помешају са водом оне формирају материјал сличан бетону. Кад је присутан у великим количинама, пепео може да узрокује колапс кровова под својом тежином, а чак и мале количине могу да повреде људе ако се удишу. Пошто пепео има конзистенцију млевеног стакла он узрукује абразивна оштећења у покретним деловима машина. Главни узрочник смртности људи у непосредној близини вулканских ерупција је пирокластични ток, који се састоји од облака топлог вулканског пепела који се накупља у ваздуху изнад вулкана и пада низ обронке планине када ерупција више не подржава подизање гасова. Сматра се да су Помпеји били уништени пиролитичким током. Лахар је вулкански ток муља или клизиште. Године 1953. Тангивајска катастрофа је била узрокована лахаром, као и трагедија у Армеру из 1985. у којој је град Армеро био сахрањен и око 23.000 људи је погинуло.
Специфичан тип вулкана је супер вулкан. Према Тобанској теорији катастрофа, пре 75.000 до 80.000 година супер вулкански догађај код језера Тоба је редуковао људску популацију до 10.000 или чак 1.000 узгојних парова, стварајући уско грло у еволуцији човека. Такође је дошло до уништења три четвртине биљног живота на северној хемисфери. Главна опасност од супер вулкана је огромни облак пепела, који има катастрофални глобални ефекат на климу и температуру током дугог низа година.

## Хидролошке катастрофе
Хидролошка катастрофа је насилна, изненадна и деструктивна промена било у квалитету земаљске воде или у дистрибуцији или кретању воде на копну испод површине или у атмосфери.

### Поплаве
Поплава је прелив воде која потопи земљу. Директива о поплавама Европске уније дефинише поплаву као привремено покривање водом земљишта које обично није покривено водом. У смислу текуће воде, реч се исто тако може применити на уливање воде током плиме. До поплава може доћи услед повећања запремине стајаће воде, као што је река или језеро, које могу да се излију узрокујући стање у коме је вода изван својих уобичајених граница. Док величина језера или другог воденог тела варира у складу са сезонским променама преципитације и топљења снега, то није значајна поплава уколико вода не покрије земљишне површине које људи користе, као што су села, градови или друге настањене области, путеве, пољопривредне површине, etc.

### Лимничке ерупције
Лимничка ерупција се јавља кад гас, обично 2, одједном избије из дубоке језерске воде, те представља опасност јер може доћи до гушења дивљих животиња, стоке и људи. Таква једна ерупција исто тако може да узрокује цунамије у језерима, пошто гас при подизању помера знатне количине воде. Научници сматрају да клизишта, вулканска активност, или експлозије могу да подстакну такве ерупције. До данас су само две лимничке ерупције биле уочене и забележене. Године 1984, у Камеруну, лимничка ерупција у језеру Манун је узроковала смрт 37 приобалских становника, и у оближњем језеру Њос 1986. године је знатно већа ерупција узроковала између 1.700 и 1.800 смртних случајева услед асфиксије.

### Цунами
Цунами (множина: цунамији; од јапанског: 津波, дословно „лучки талас”, такође познат као сеизмички морски талас или плимни талас, је серија таласа у воденој маси узрокована померањем велике запремине воде, генерално у океану или великом језеру. Цунамији могу да буду изазвани подводним земљотресима као што је земљотрес и цунами у Индијском океану 2004., или клизиштима као што је онај из Литујског залива у Аљасци 1958., или вулканским ерупцијама као што је древна Минојска ерупција. Дана 11. марта 2011. се догодио земљотрес и цунами у Тохокуу 2011. у близини Фукушиме и проширио се широм Пацифика.

## Метеоролошке катастрофе

### Мећаве
Близарди су јаке зимске олује карактерисане огромним количинама снега и јаким ветровима. Кад јаки ветрови подигну снег који је већ пао, то је познато као површински близард. Близарди могу да утичу на локалне економске активности, посебно у регионима где снег ретко пада. Велики близард из 1888. имао је погубан ефекат на Сједињене Државе, када су уништене многе тоне пшеничних усева, и у Азији, Авганистански близард из 2008. и Ирански близард из 1972 су исто тако били значајни догађаји. Суперолуја из 1993. је започела у Мексичком заливу и кретала се ка северу, узрокујући више од 300 смртних случајева, и штету у 26 држава, као и Канади.

### Циклонске олује
Циклон, тропски циклон, ураган, и тајфун су различита имена истог феномена, који је циклонски олујни систем који се формира над океанима. Одлучујући фактор при извору назива је локација на којој олуја започиње. У Атлантику и Северном Пацифику обично се користи термин „ураган”; на северозападном Пацифику се користи термин „тајфун”, док се „циклони” јављају на јужном Пацифику и Индијском океану.
Најсмртоноснији ураган свих времена је био циклон Бхола из 1970.; најубитачнији Атлантски ураган је био Велики ураган из 1780. који је девастирао Мартиник, Светог Еустахија и Барбадос. Још један значајан ураган је био ураган Катрина, који је девастирао обалу Мексичког залива Сједињених Држава 2005. године.

### Суша
Суша је неуобичајена сувоћа земљишта узрокована нивоима падавина који су знатно нижи од просечног нивоа током дужег временског периода. Топли суви ветрови, недостатак воде, високе температуре и консеквентна евапорација влаге из земљишта могу исто тако да допринесу сушним околностима. Суше узрокују пропадање усева и несташице воде.
Добро познате историјске суше обухватају 1997–2009 Миленијумску сушу у Аустралији која је довела до кризе у снабдевању водом у највећем делу земље. Консеквентно су изграђене многе десалинационе фабрике. Године 2011, у држави Тексас је била на снази хитна декларација о суши током целе календарске године, и нанесени су знатни економски губици. Суша је била узрок Бастропских пожара.

### Олује са грмљавином
Тешке олује, облаци прашине и вулканске ерупције могу генерисати муње. Поред штете која се типично повезује са олујама, као што су ветрови, град и поплаве, саме муње могу да оштете зграде, започну пожаре и убију директним контактом. Посебно смртоносни инциденти муња обухватају удар из 2007. у Ушари Дара, удаљеном планинском селу на северозападу Пакистана, при које је погинуло 30 особа, удес LANSA лета 508 у коме је страдала 91 особа, и експлозија горива у Дронки у Египту узрокована муњом 1994. године, која је имала за последицу 469 смртних случајева. Највећи број смртних случајева услед муња се догађа у сиромашним земљама Америке и Азије, где су муње честе, а зграде од ћерпичне цигле пружају мало заштите.

### Олује с градом
Олује с градом имају кишне капи које падају као лед, уместо да се отопе пре пада на земљу. Настају када унутар облака постоје јака ваздушна струјања, која не дају пахуљама да падну на земљу. Како пахуља проводи све више времена у облаку, око ње се таложи лед и то траје све док зрно не постане претешко да га ветрови држе у ваздуху. Изузетно јака градоносна киша је погодила Минхен у Немачкој дана 12. јула 1984, узрокујући око 2 милијарде америчких долара у потраживањима осигурања.

### Топлотни таласи
Топлотни талас је период необично и прекомерно топлог времена. Најгори топлотни талас у записаној историји је био топлотни удар у Европи 2003.. Летњи топлотни талас у Викторији у Аустралији, је креирао услове за избијање масивних шумских пожара 2009. године. У Мелбурну су три дана заредом забележене температуре које су прекорачивале 40 °C (104 °F) при чему су у неким регионима забележене знатно више температуре. Шумски пожари, колективно познати као „Црна недеља”, су делом били узроковани акцијама пиромана. Лето 2010. на северној хемисфери имало је неколико топлотних таласа, што је узроковало смрт преко 2.000 особа. То је исто тако довело до стотина пожара узрокујући широко распрострањено загађење ваздуха, и спаљивање хиљада квадратних миља шуме.

### Торнада
Торнадо је силовита и опасна ротирајућа колона ваздуха која је у контакту са површином земље и кумулонимбусним облаком, или основом кумулусног облака у ретким случајевима. Он се такође назива твистер или циклон, мада се реч циклон користи у метеорологији у ширем смислу, за означавање било које затворене циркулације ниског притиска. Торнада се јављају у многим облицима и величинама, али типично имају облик видљивог кондензационог левка, чији уски крај додирује површину земље и обично је окружен облаком дебриса и прашине. Већина торнада имају брзину ветра мању од 110 mph (177 km/h), приближно су широки 250 ft (80 m), и путују неколико километара пре дисипације. Најекстремнија торнада могу да достигну брзине ветра од више од 300 mph (480 km/h), да имају више од две миље (3 km) у пресеку, и да остану на земљи стотинак километара.